# 马家窑遗址
马家窑遗址是一处位于中国甘肃省临洮县南马家窑村南面的麻峪沟口，是新石器时代至青铜时代的古遗址，1981年9月10日公布为甘肃省文物保护单位，1988年被確定為全国重点文物保护单位。

## 概述
马家窑文化最早发现于此地。马家窑文化、马家窑遗址均以遗址所在的马家窑村而命名。1924年，首次发现并发掘。1957年，起经甘肃省博物馆调查，发现了马家窑文化的马家窑期叠压在仰韶文化庙底沟类型之上的地层关系，还有马家窑文化的半山期和马厂期、齐家文化、辛店文化以及寺洼文化等遗存，而以马家窑期的遗存为最丰富。马家窑文化以及马家窑类型或马家窑期都由该遗址而得名。马家窑期的陶器，多为橙黄色，常画彩，花纹全部为黑色，构图繁缛，线条流畅而富有韵律，主要母题是垂幛纹、水波纹、同心圆纹、重叠三角纹、漩涡纹、蛙纹和变体鸟纹等。